# Ungarische Badmintonmeisterschaft 1982
Die Ungarische Badmintonmeisterschaft 1982 fand im Frühjahr 1982 in Budapest statt.

## Die Sieger und Platzierten
| Disziplin    | Gold                         | Silber                     | Bronze                           |
| ------------ | ---------------------------- | -------------------------- | -------------------------------- |
| Herreneinzel | György Vörös                 | István Englert             | Béla Jankovich                   |
| Herreneinzel | György Vörös                 | István Englert             | Gábor Petrovits                  |
| Dameneinzel  | Éva Varga                    | Ildikó Vígh                | Zsuzsa Diószegi                  |
| Dameneinzel  | Éva Varga                    | Ildikó Vígh                | Erzsébet Németh                  |
| Herrendoppel | György Vörös Ferenc Rolek    | József Papp István Englert | Lajos Kiss Csaba Kiss            |
| Herrendoppel | György Vörös Ferenc Rolek    | József Papp István Englert | Gábor Petrovits János Cserni     |
| Damendoppel  | Ildikó Vígh Zsuzsa Diószegi  | Márta Petrovits Éva Varga  | Andrea Papp Márta Dovalovszki    |
| Mixed        | György Vörös Zsuzsa Diószegi | Ferenc Rolek Ildikó Vígh   | István Englert Márta Dovalovszki |
| Mixed        | György Vörös Zsuzsa Diószegi | Ferenc Rolek Ildikó Vígh   | Gábor Petrovits Éva Varga        |